# Unterwaldischer Distrikt

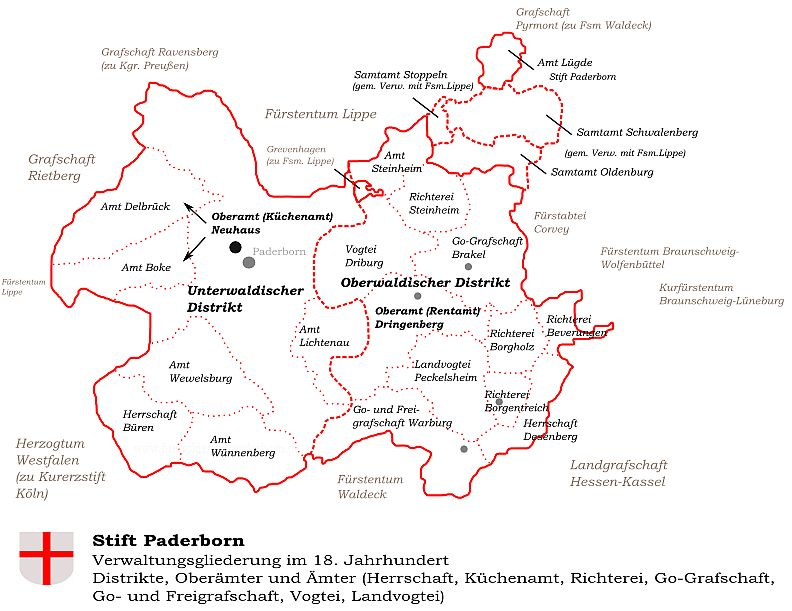
Administrative Gliederung des Hochstifts Paderborn im 18. Jahrhundert

Der Unterwaldische Distrikt (auch Bezirk oder Niederwaldischer Distrikt/Bezirk) umfasste den westlichen Teil des Hochstifts Paderborn im Heiligen Römischen Reich Deutscher Nation. Er deckte sich in etwa mit dem heutigen Kreis Paderborn und grenzte sich durch das Eggegebirge vom Oberwaldischen Distrikt ab, der in etwa den heutigen Kreis Höxter (ohne Corvey/Höxter) umfasste. Der Unterwaldische Distrikt bestand im Nordosten aus Flachland, während der Süden durch die Paderborner Hochfläche geprägt war.
Im Hochstift Paderborn bestanden bis 1802/03 unterschiedliche Verwaltungsebenen, die aber im Einzelfalle nicht streng voneinander abgegrenzt waren. Vielfach handelte es sich nicht bloß um eine Verwaltungsbezeichnung, sondern um einen rein regionalen Begriff. Nur theoretisch war das Stift Paderborn in zwei große Verwaltungseinheiten gegliedert. Sitz der Verwaltung des Unterwaldischen Distrikts, auch als Oberamt Neuhaus bezeichnet, war der fürstbischöfliche Residenzort Neuhaus. An der Spitze stand ein Landdrost.
Der Unterwaldische Distrikt des Hochstifts gliederte sich wie folgt:
- Küchenamt Neuhaus mit Paderborn, Neuhaus, Alfen, Altenbeken, Benhausen, Dörenhagen, Elsen, Hövelhof, Kempenfeldrom, Kirchborchen, Marienloh, Meerhof, Neuenbeken, Nordborchen, Oesdorf, Salzkotten, Sande, Stukenbrock, Upsprunge und Verne
- Küchenamt Delbrück, mit Delbrück, Hagen, Ostenland, Westenholz und Westerloh
- Küchenamt Boke, mit Anreppen, Bentfeld, Boke, Garfeln, Hörste, Mantinghausen, Rebbeke, Schwelle, Thüle und Verlar
- Amt Lichtenau, mit Lichtenau, Asseln, Ebbinghausen, Grundsteinheim, Hakenberg, Holtheim und Iggenhausen
- Amt Wünnenberg, mit Wünnenberg, Bleiwäsche, Essentho, Fürstenberg und Leiberg
- Herrschaft Büren, mit Büren, Barkhausen, Eickhoff, Harth, Hegensdorf, Keddinghausen, Siddinghausen, Steinhausen, Weiberg und Weine
- Amt Wewelsburg, mit Wewelsburg, Ahden, Brenken, Haaren, Helmern, Niederntudorf und Oberntudorf
- Hinzu kamen noch die amtsfreien Orte Atteln, Dahl, Etteln, Henglarn, Husen, Lippspringe und Scharmede, die direkt dem Domkapitel in Paderborn unterstanden.

Im August 1802 besetzten preußische Truppen das Hochstift und nahmen es in Besitz. Durch den Reichsdeputationshauptschluss fiel das Hochstift 1803 auch staatsrechtlich an Preußen und wurde zum Fürstentum Paderborn. Die neue preußische Verwaltung teilte das Fürstentum in drei Kreise ein. Mit einem Erlass von 1803 wurde der Unterwaldische Kreis mit Sitz in Paderborn, der Oberwaldische Kreis mit Sitz in Brakel und der Warburger Kreis mit Sitz in Warburg eingerichtet. Hierdurch wurde die alte Zweiteilung des Hochstifts Paderborn für einige Jahre zu einer Dreiteilung. Das Fürstentum Paderborn fiel 1807 an das Königreich Westphalen, das eine vollkommen neue Verwaltungsstruktur nach französischem Vorbild schuf. 1816 wurde das Gebiet des  Distrikts erneut neu gegliedert; dabei wurden die Kreise Büren und Paderborn gebildet.